# Le Tourneur
Le Tourneur (Ausspracheⓘ) ist eine ehemalige französische Gemeinde mit 632 Einwohnern (Stand 1. Januar 2022), den Tournerais, im Département Calvados in der Region Normandie.
Am 1. Januar 2016 wurde Le Tourneur im Zuge einer Gebietsreform zusammen mit 19 benachbarten Gemeinden, die wie Le Tourneur alle dem aufgelösten Gemeindeverband Bény-Bocage angehörten, als Ortsteil in die neue Gemeinde Souleuvre en Bocage eingegliedert.

## Geografie
Le Tourneur liegt rund 18 Kilometer nordnordöstlich von Vire Normandie und 28 Kilometer südöstlich von Saint-Lô. Durch das Ortsgebiet fließt die Souleuvre.

## Geschichte

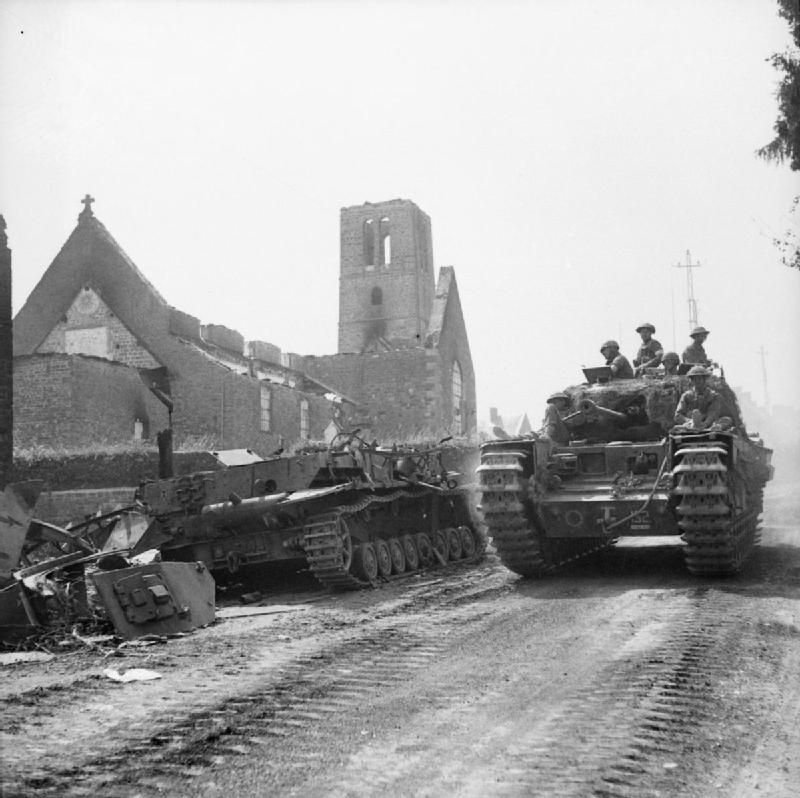
Britische Truppen in Le Tourneur, im Hintergrund der schwer beschädigte Kirchturm der Saint-Martin (1944)

Im Mittelalter war Le Tourneur Hauptort einer sergenterie aus 22 Kirchengemeinden. Im Zweiten Weltkrieg wurde der Ort durch Kampfhandlungen stark zerstört.

### Bevölkerungsentwicklung
| Jahr                             | 1793  | 1836  | 1876  | 1926 | 1946 | 1968 | 1990 | 2013 |
| Einwohner                        | 1.691 | 1.830 | 1.357 | 897  | 821  | 687  | 506  | 624  |
| Quelle: Cassini, EHESS und INSEE |       |       |       |      |      |      |      |      |

## Sehenswürdigkeiten
- Kirche Saint-Martin aus dem 18. Jahrhundert (Teilrekonstruktion), der Großteil der ehemaligen Ausstattung der Kirche, die 1944 stark zerstört wurde, war seit 1911 als Monument historique klassifiziert[3][4][5][6][7][8][9][10][11]
- Kapelle Saint-Quentin

## Kultur
Seit 1969 findet am letzten Sonntag im März das Volksfest fête des jonquilles („Osterglockenfest“) statt.